# نيكولا أنتيتش
نيكولا أنتيتش (بالسيريلية الصربية: Никола Антић) هو لاعب كرة قدم صربي في مركز الدفاع، ولد في 4 يناير 1994 في بلغراد في صربيا. شارك مع منتخب صربيا تحت 17 سنة لكرة القدم ومنتخب صربيا تحت 19 سنة لكرة القدم ومنتخب صربيا تحت 21 سنة لكرة القدم. أما مع النوادي، فقد لعب مع النجم الأحمر بلغراد وراد بيوغراد وشاختيور سوليجورسك ونادي فويفودينا ونادي ياغودينا.

## وصلات خارجية
- نيكولا أنتيتش على موقع قاعدة بيانات كرة القدم.إي يو (الإنجليزية)
- نيكولا أنتيتش على موقع Soccerway.com (الإنجليزية)
- نيكولا أنتيتش على موقع عالم كرة القدم.نت (الإنجليزية)